# Smodicinodes hupingensis
Smodicinodes hupingensis is een spinnensoort in de taxonomische indeling van de krabspinnen (Thomisidae).
Het dier behoort tot het geslacht Smodicinodes. De wetenschappelijke naam van de soort werd voor het eerst geldig gepubliceerd in 2004 door Guo Tang, Chang-Min Yin & Peng.